# Хаммонд, Альберт
А́льберт Ха́ммонд (англ. Albert Hammond, род. 18 мая 1944) — британский певец и музыкант. Наибольшего успеха добился в качестве автора песен для других исполнителей — в 1960-е и 1970-е годы на этом поприще он был одним из самых успешных англичан. Свободно владеет английским и испанским, поэтому как певец работает на двух языках.
Семья Хаммонда была из Гибралтара (британской колонии). Во время войны из соображений безопасности его мать эвакуировали в Лондон, где Альберт и родился в 1944 году. Детство и юность провёл в Гибралтаре, там свободно овладел английским и испанским языками.
Всемирной популярности как певец добился в начале 1970-х годов с песней «It Never Rains in Southern California» («В Южной Калифорнии никогда не идёт дождь»), которая достигла 5-го места в США; продажи этого сингла превысили миллионную отметку. С тех пор песни Хаммонда стали стабильно становиться хитами — на протяжении пяти лет 8 его синглов подряд (начиная с этого) попадали в американский чарт (первую сотню журнала «Билборд»).
В 2008 году Альберт Хаммонд был принят в Зал славы авторов песен, а в 2015 г. был удостоен премии Айвора Новелло. Две его песни возглавляли американские чарты — When I Need You (написана с К. Байер-Сейджер) и Nothing's Gonna Stop Us Now (написана с Дайан Уоррен для Грейс Слик).

## Дискография
См. раздел «Дискография» в статье «Albert Hammond» в английском разделе.